# Wojciech Neumann
Wojciech Neumann (ur.?, zm. 2 lipca 2023) – polski wioślarz, reprezentant Polski.
Był finalistą mistrzostw świata w czwórce ze sternikiem w 1986 roku w Nottingham. Również w 1986 jako zawodnik WKS Zawisza był sternikiem (z Ryszardem Kubiakiem), która zdobyła „Diamentowe Wiosła” w prestiżowych, królewskich regatach Henley na Tamizie.